# Hemidactylus dracaenacolus
Hemidactylus dracaenacolus este o specie de șopârle din genul Hemidactylus, familia Gekkonidae, descrisă de Herbert Rösler și Wranik 1999. A fost clasificată de IUCN ca specie pe cale de dispariție (stare critică). Conform Catalogue of Life specia Hemidactylus dracaenacolus nu are subspecii cunoscute.